# نصف برج

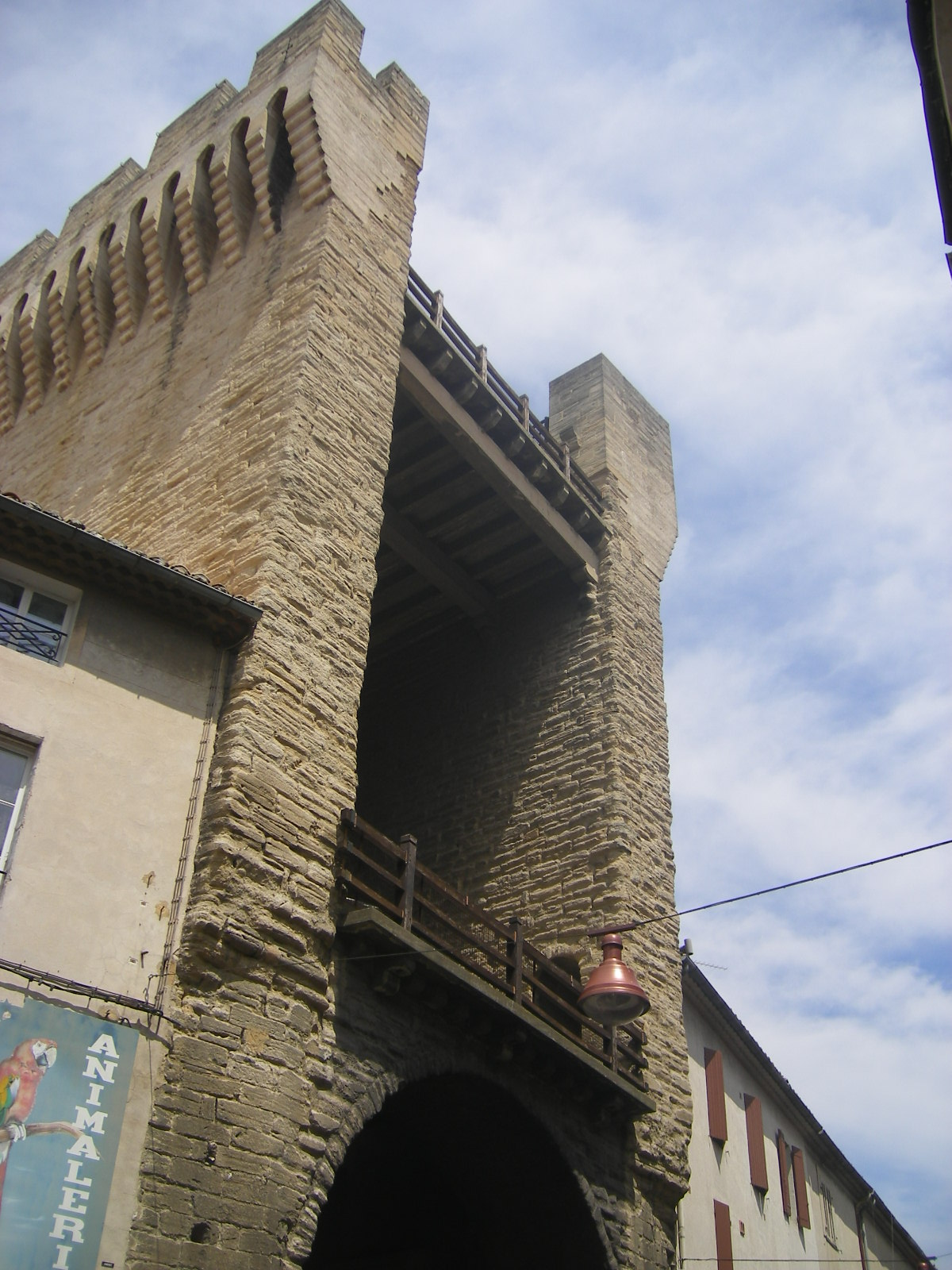
بورت اورنج في كاربينترات حيث بُنيت بوابة القرية كنصف برج

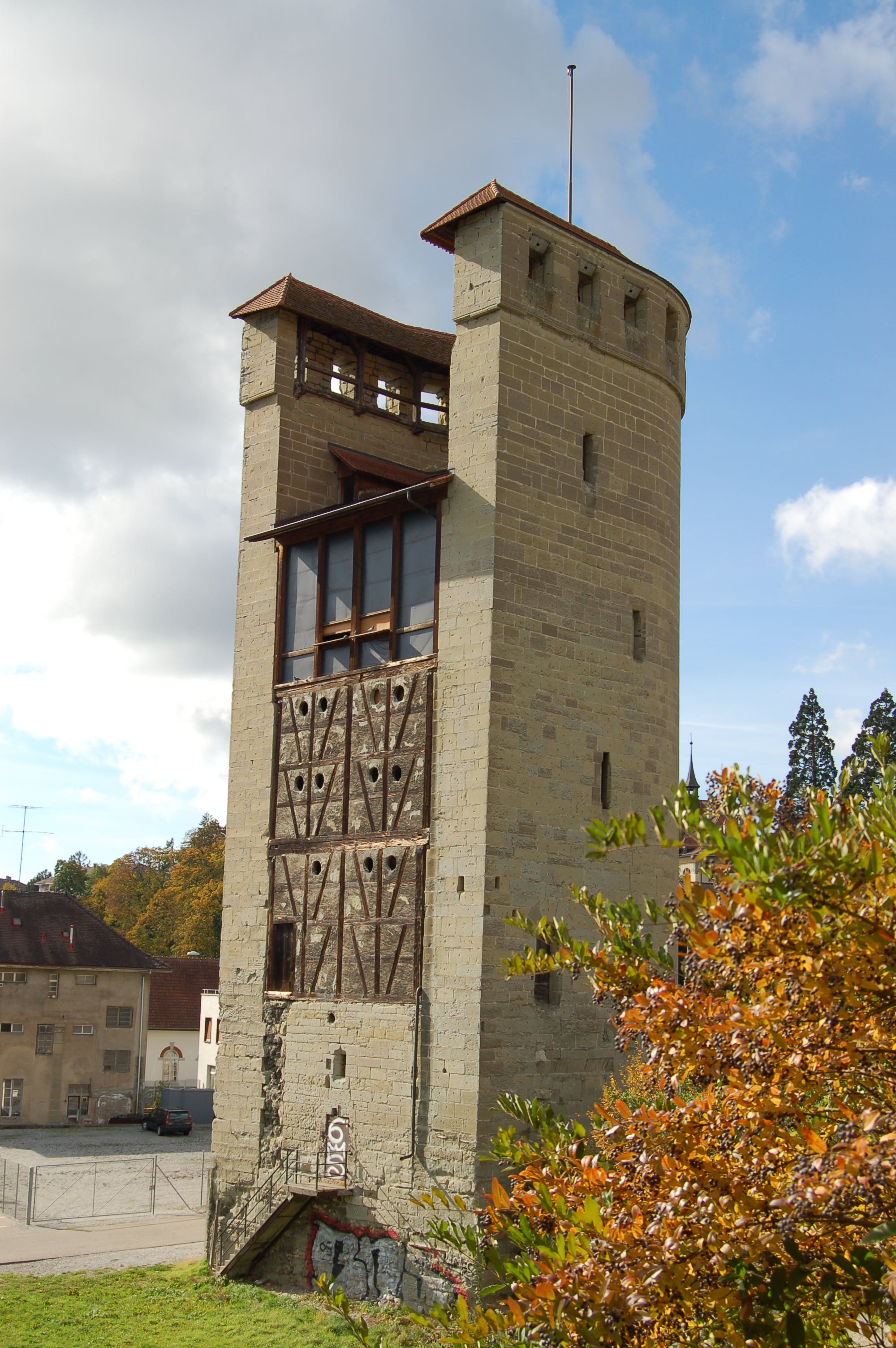
يوجد النصف برج في قرية الجدران لفريبورق مي اكتليند

يعتبر النصف برج ( في بعض الأوقات البرج الناقص) أو البرج المفتوح برج محصن قوي في الجدران الخارجية أو سور القلعة مفتوح أو مبني قلياً قفط من فقط في الخلف. يُستخدم في مثل هذا النوع من الأبراج على سبيل المثال، في جدران المدينة و ايضاً، يمكن أن تندرج بوابات المدينة ضمن نوع النصف برج.

## الوصف

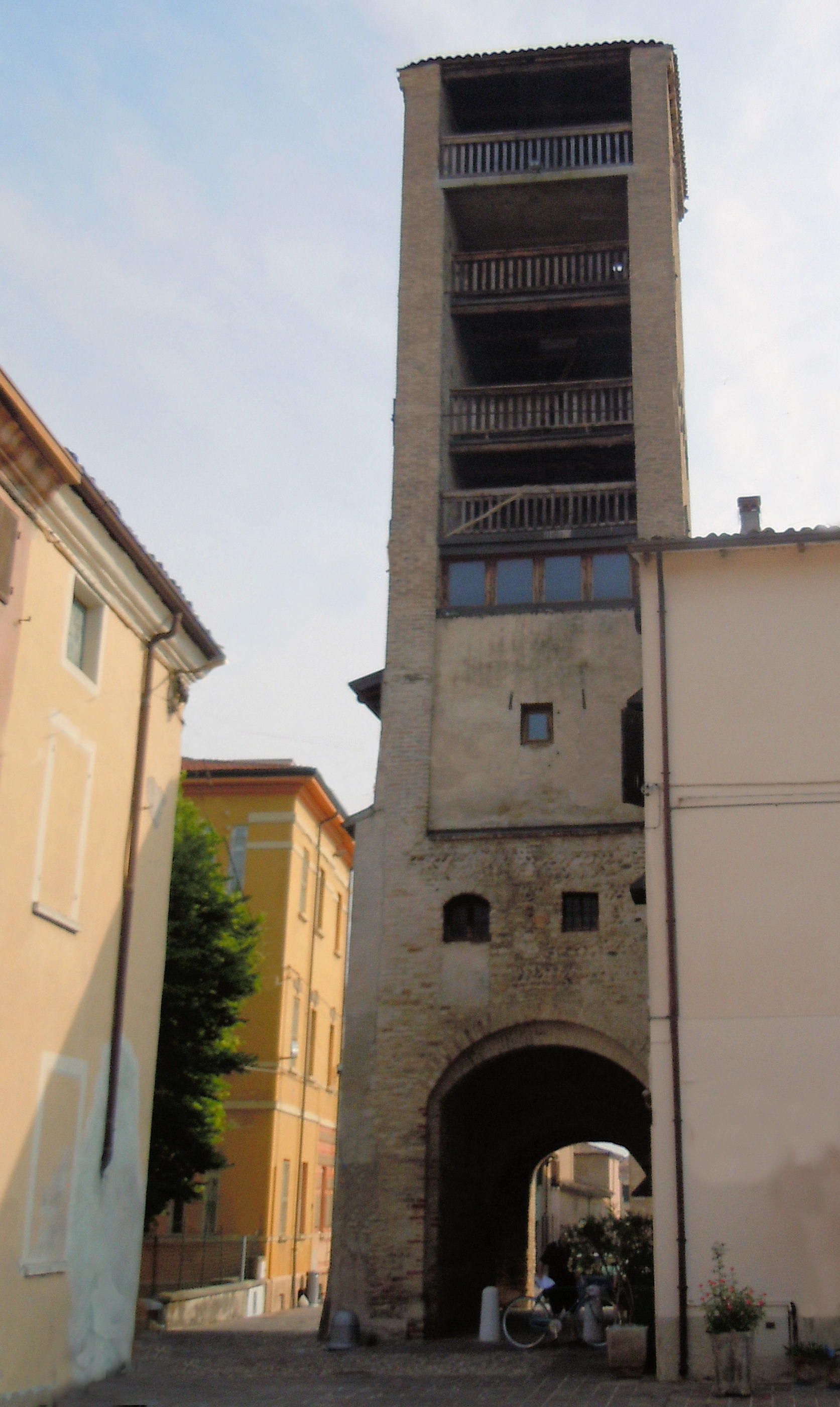
قلعة ميدول.

على خلاف الأبراج المغلقة التي كانت محاطة تماماً بواسطة الجدران و كانت أبراج النصف تفتح على الداخل خاصة الجهة المواجهة للمدينة أو الفناء الداخلي للقلعة. ومن جهة أخرى أنشئت السياج الخشبية على أرضيات فردية من أجل إيقاف الناس أو الأجسام من السقوط. في بعض الأوقات كانت الجهة
المفتوحة مغلقة بألواح خشبية أو الجدران المؤطرة الخشبية الضعيفة. الأبراج التي تكون مفتوحة تماماَ من الأعلى والخلف قد تُسمى يالأبراج المفتوحة
بينما تلك التي تكون مفتوحة فقط على الطوابق السفلى ( يكون الطابق العلوي مُسور و مسقٌوف) قد تُوصف بالأبراج المفتوحة جزئياً.
أغلبية النصف أبراج تكون نصف دائرية في التصميم ولكن أيضاً هناك البعض تكون مع التصميم المُتعامد.

## أمثلة
نصف الأبراج النصف دائرية
	ريرقرستشانزتورم في آتشن ألمانيا.
	اندينقرتوم في رابرسويل السويد.
هالدنتورم في رابسويل.
كارلستوم في آتشن.
ستشيلدتوم في آتشن.
وارتوم آم جانزبول في رافنتسبوغ جدار أبراج مدينة أو قرية في ألمانيا.

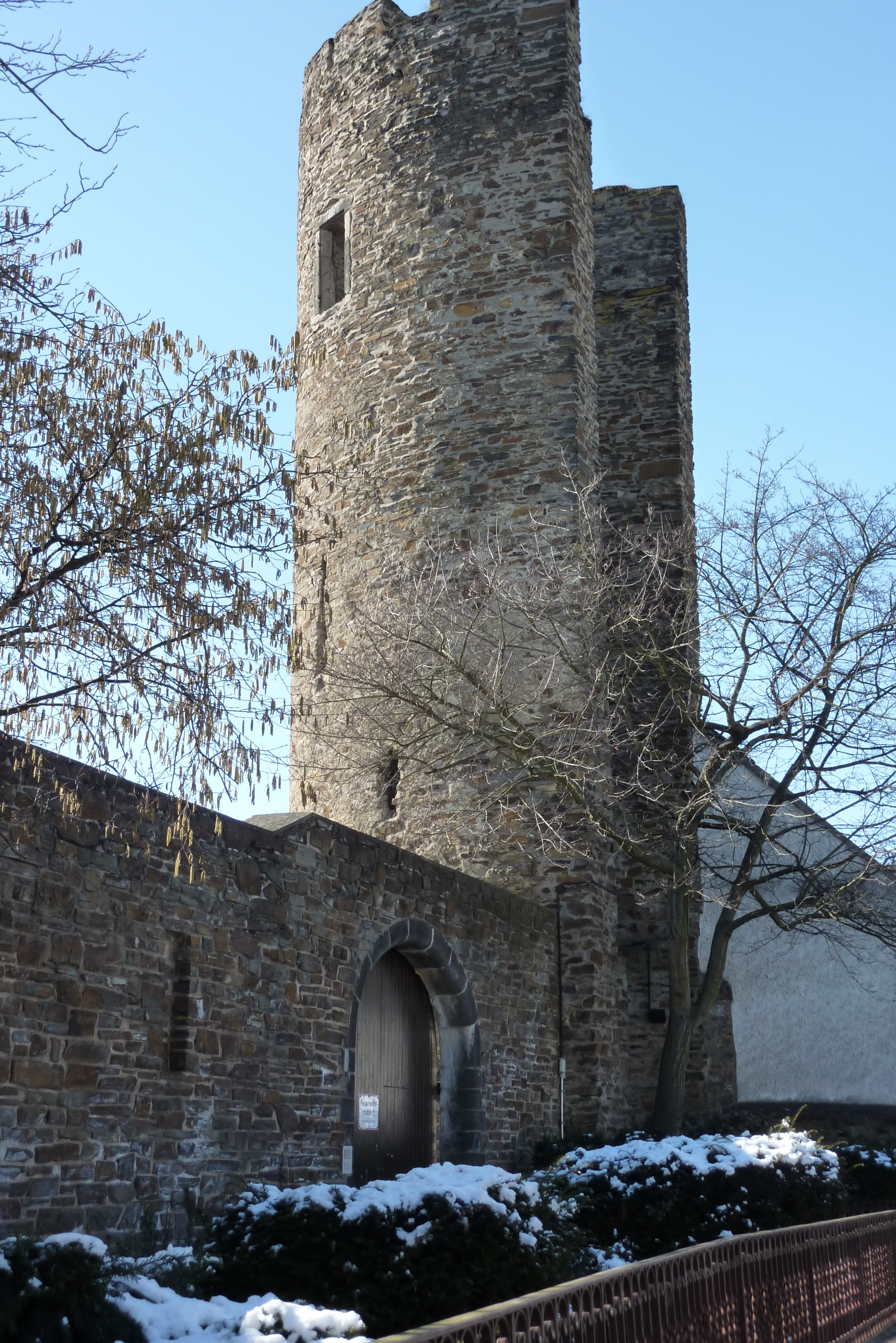
بتزينتورم هارويلير.

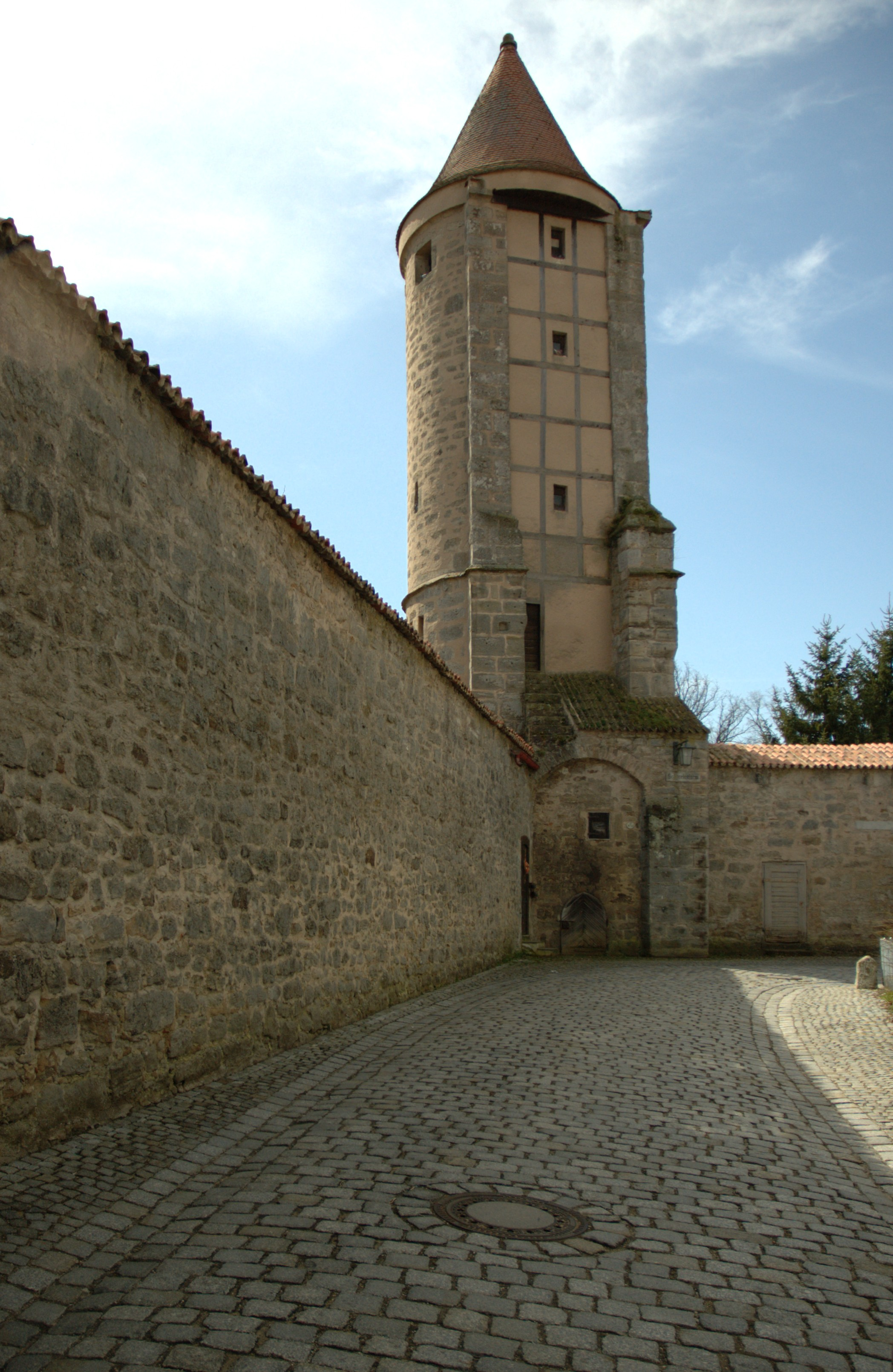
دينكلسول.

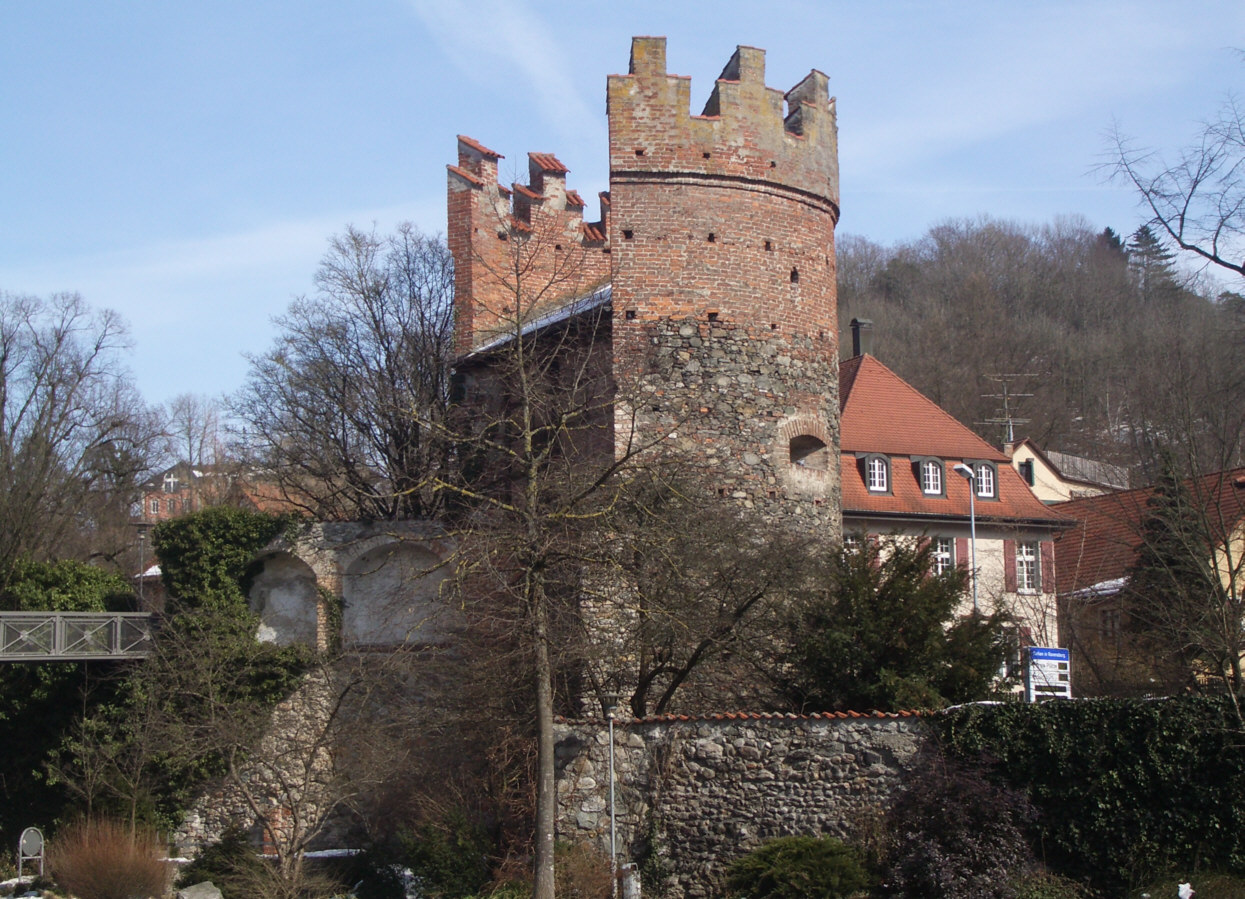
رافينسبوغ.

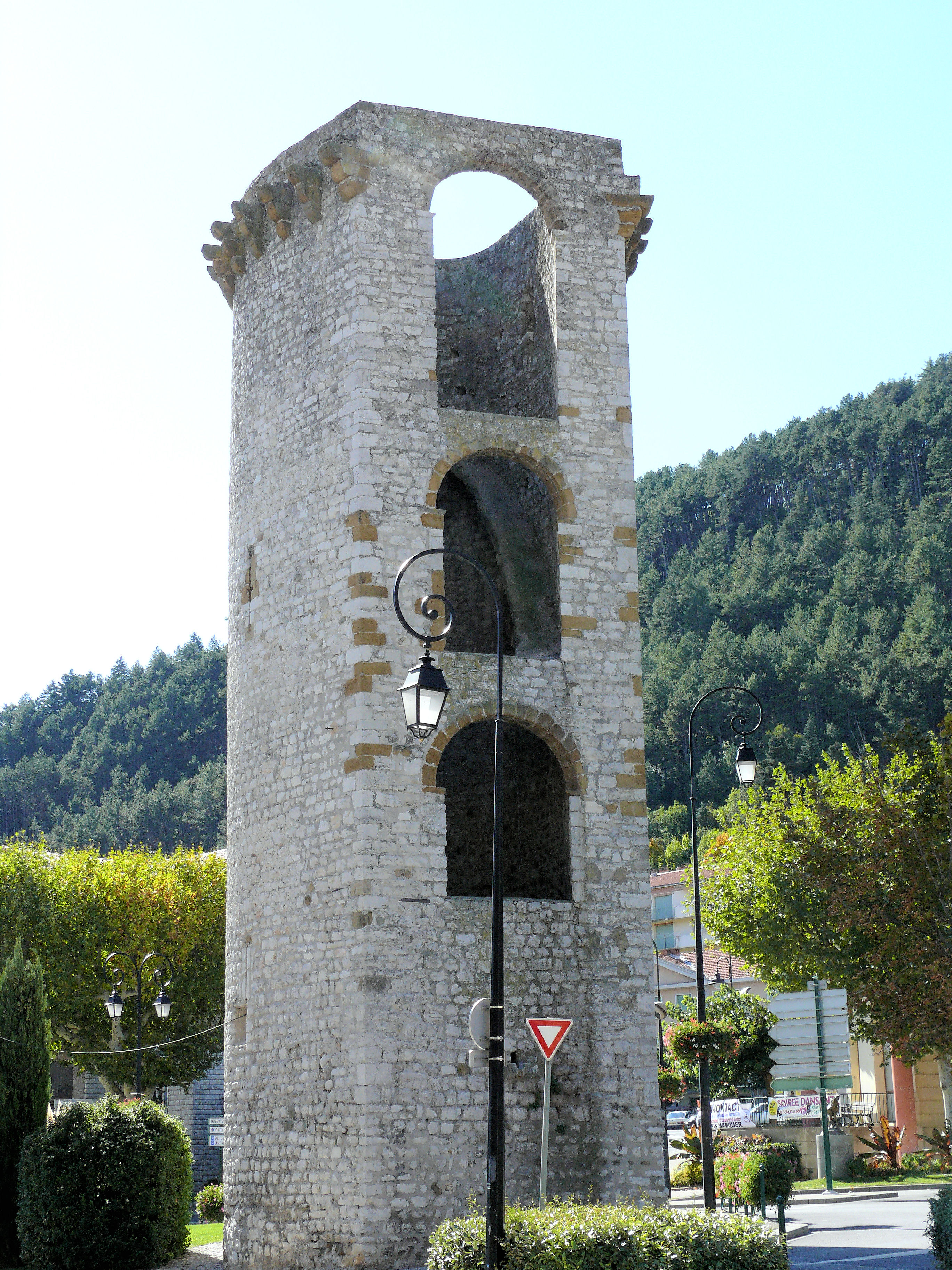
سستيرون (جنوب فرنسا).

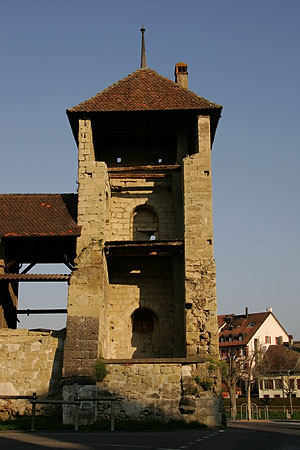
بايرن

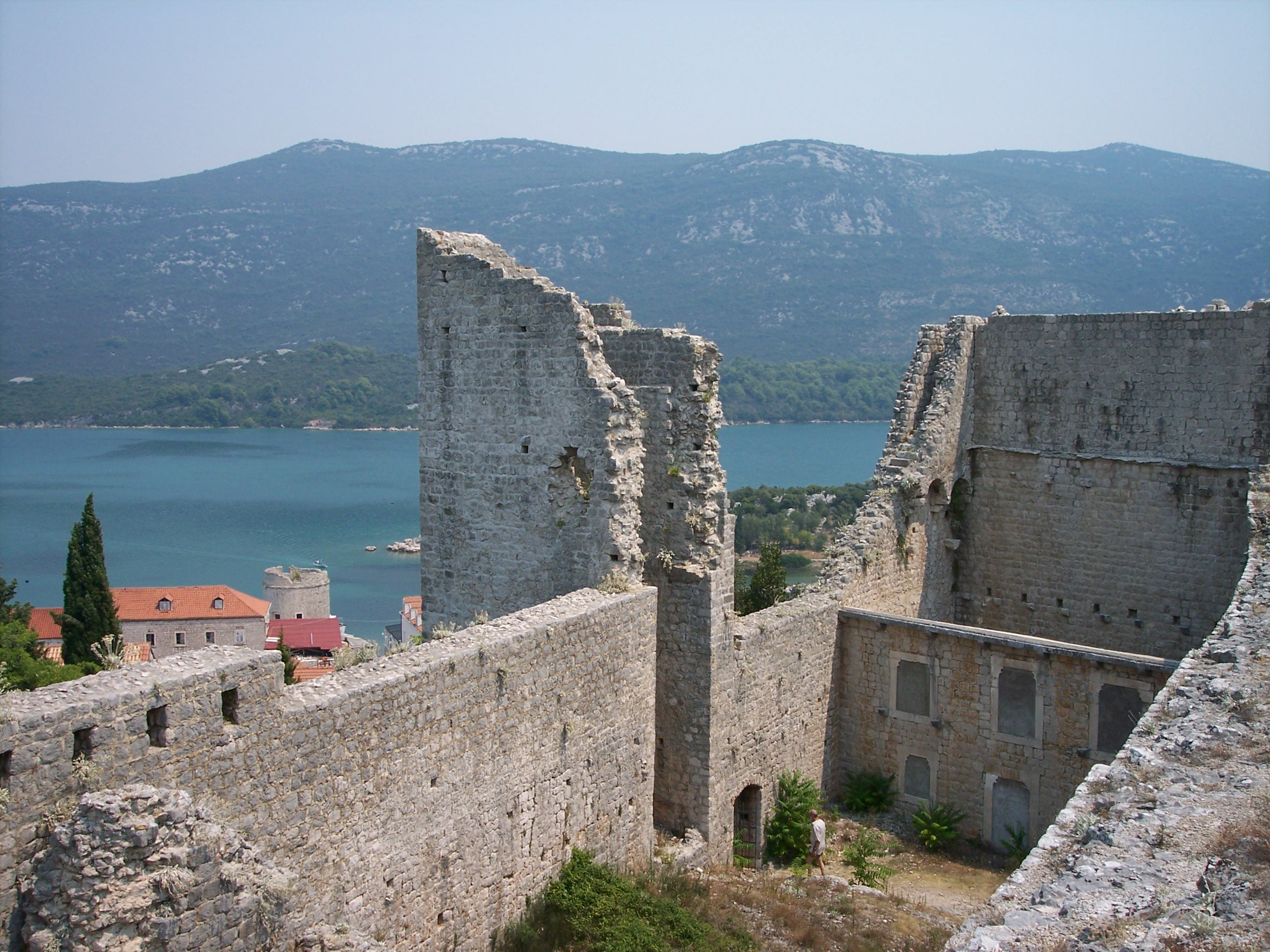
ستون

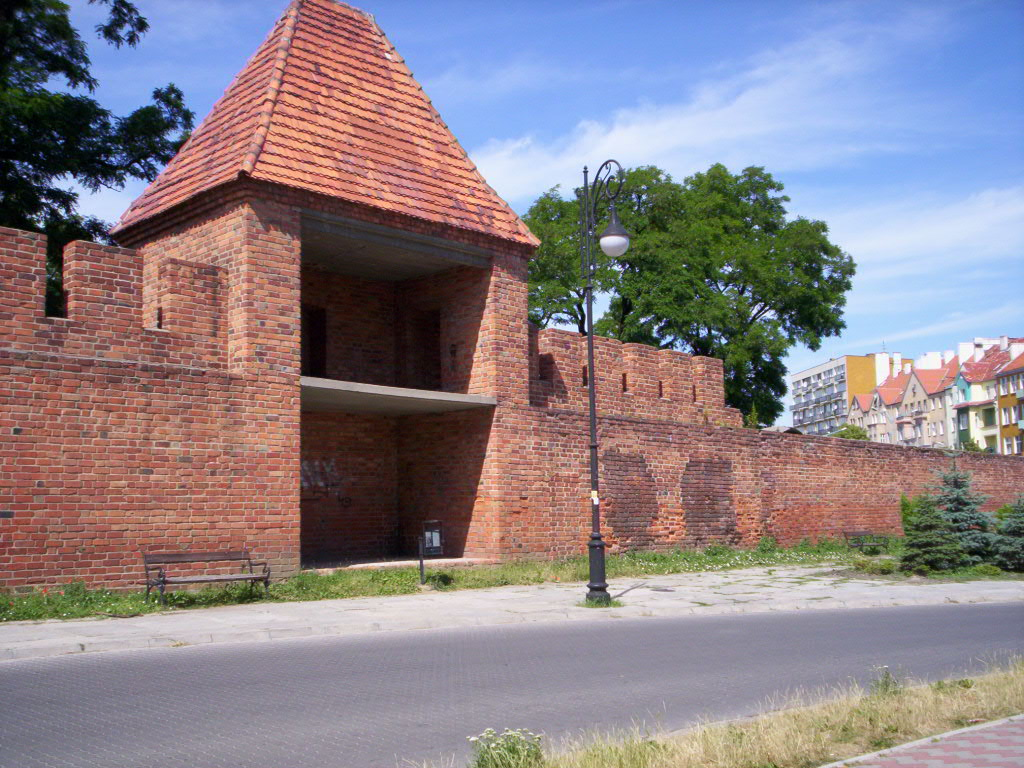
قولقو

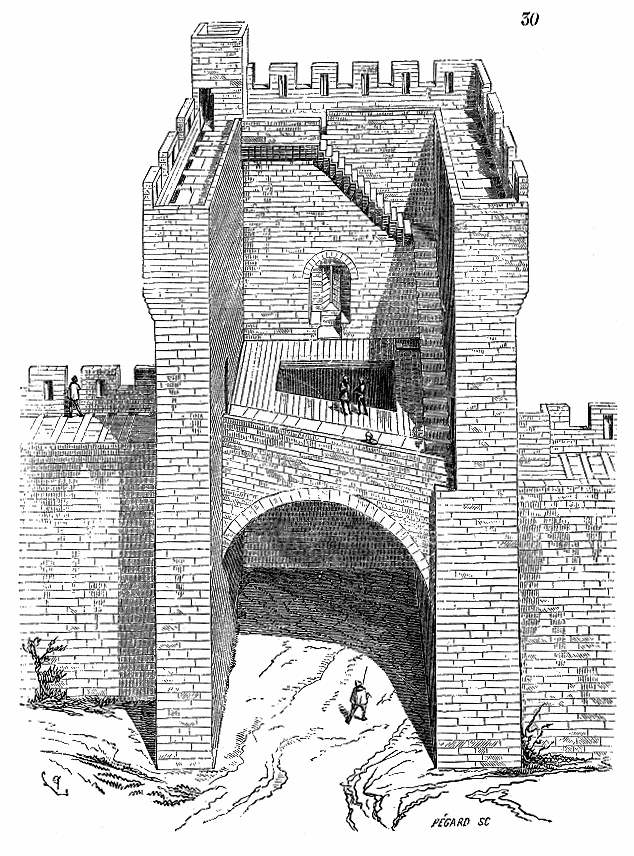
أفينجوجون و أيجوس مورتس

دينكلسول ألمانيا.
باد هرسفل ألمانيا.
إنباك ألمانيا.
نصف الأبراج المتعامدة
•	كريتشيلينتوم في أيتشن.
•	ستشانزتشن في آيتشن.
•	بورت اورنج في كاربينترات.
جدار قرية الأبراج في
•	بايرن السويد.
•	ستون كرواتيا.
•	قولقو بولندا.
•	أفينجوجون و أيجوس مورتس.

## الأدب
Carl Rhoen (1894) (in German), Die Befestigungswerke der freien Reichsstadt Aachen, Aachen: Verlag von Anton Creutzer, pp. 18f (Online version, pdf, 6.61MB)